# Bistolida hirundo
Blasicrura hirundo là một loài ốc biển, là động vật thân mềm chân bụng sống ở biển trong họ Cypraeidae, họ ốc sứ.
Có một phân loài: Blasicrura hirundo francisca Schilder

## Phân bố
Chúng phân bố ở Biển Đỏ và ở Ấn Độ Dương dọc theo Aldabra, Chagos, Kenya, Madagascar, Mauritius, Réunion, Seychelles, Somalia và Tanzania.